# Seule (còmic)
Seule és un àlbum de còmic franco-belga escrit per Denis Lapière, dibuixat i acolorit per Ricard Efa, publicat el 4 de gener de 2018 per edicions Futuropolis. Ha estat traduït al català amb el títol de Sola i publicat el 2018 per Norma Editorial.

## Argument
Sola, es un còmic basat en una historia real, no solament pel context històric sinó per la protagonista, la Lola, aquest es un personatge real que en el moment de la publicació del còmic tenia vuitanta i cinc anys, però en tenia uns set quan varen succeir els fets en els que està basat el còmic.
La narració succeeix al poble d'Isona, al Pallars Jussà, on des de fa uns tres anys poc abans de la Guerra Civil Espanyola, hi viu la Lola amb els seus avis i separada de la resta de la família. La guerra ja ha arribat al poble perquè l'aviació franquista l'ha bombardejat. Aquest fet és la primera experiència de la Lola amb la guerra i les seves conseqüències. Malgrat tot el que això comporta fa el cor fort i s'enfronta amb valentia i esperança a les adversitats que es va trobant pel camí. En aquesta història la protagonista tal com diu el títol haurà de conviure amb la soledat, la por, la mort, la misèria i el fet d'anar a viure a un lloc desconegut amb gent desconeguda.